# José Benedito Cardoso
José Benedito Cardoso (Angatuba, SP, 12 de setembro de 1961) é um prelado brasileiro da Igreja Católica, atual bispo de Catanduva.

## Biografia
É formado em filosofia pela Faculdade Salesiana de Filosofia, Ciências e Letras e em teologia pelo Instituto Teológico São Paulo (ITESP). Também cursou Direito pela Fundação KarnigBazarian, em Itapetininga (SP). Atualmente possui mestrado em Direito Canônico, pelo Instituto Doutor Padre Giuseppe Benito Pegoraro, em São Paulo.
Sua ordenação presbiteral ocorreu em 23 de novembro de 1986, em Sorocaba. Na sua trajetória já exerceu as funções de pároco na Paróquia Bom Jesus, em Alambari, de 1987 a 1988; vigário paroquial na Paróquia Nossa Senhora dos Prazeres, em Itapetininga, de 1987 a 1988; reitor no Seminário João Paulo II, em Itapetininga; chanceler da Cúria, em Itapetininga; juiz do Tribunal Eclesiástico Interdiocesano de Sorocaba e assessor diocesano da Pastoral Carcerária. Além de pároco na Paróquia São Roque, em Itapetininga, exerceu também os postos de vigário-geral e vigário judicial da diocese de Itapetininga.
Foi nomeado pelo Papa Francisco em 23 de janeiro de 2019 como bispo auxiliar da Arquidiocese de São Paulo. Recebeu a ordenação episcopal em 15 de março do mesmo ano, na Catedral Nossa Senhora dos Prazeres de Itapetininga, como bispo titular de Castellum Minus, do cardeal arcebispo de São Paulo, Dom Odilo Scherer, coadjuvado por Dom Gorgônio Alves da Encarnação Neto, C.R., bispo de Itapetininga e por Dom Edmar Peron, bispo de Paranaguá. Nesta função, foi o vigário episcopal para a Região Lapa.
O Papa Francisco o nomeou como bispo de Catanduva em 4 de janeiro de 2024.